# Tabanus paralleliventer
Tabanus paralleliventer är en tvåvingeart som beskrevs av Schuurmans Stekhoven 1926. Tabanus paralleliventer ingår i släktet Tabanus och familjen bromsar. Inga underarter finns listade i Catalogue of Life.